# گونزالس ۱۵۶۲۸
سیارک ۱۵۶۲۸ (به انگلیسی: 15628 Gonzales، نامگذاری:2000HA53) پانزده هزار و ششصد و بیست و هشتمین سیارک کشف شده‌ است که در ۲۹ آوریل ۲۰۰۰ کشف شد.
قدر مطلق سیارک برابر ۱۵.۵ است.